# Jakob ben Josef Tawus
Jakob ben Josef Tawus war ein Rabbiner und angesehener jüdischer Gelehrter des 16. Jahrhunderts.
Er stammte aus Tūs in Chorasan, wurde vom Leibarzt Süleymans des I., Moses Hamon, an eine Jeschiwa in Konstantinopel berufen und trat vor allem als Übersetzer des Pentateuchs ins Persische hervor.
Die 1546 erschienene, sehr wörtliche und eng am masoretischen Text orientierte Übersetzung ist die älteste, die heute bekannt ist, und das erste Werk jüdischer Literatur in persischer Sprache überhaupt.